# Dave Bennett (cầu thủ bóng đá, sinh 1960)
David Paul Bennett (sinh ngày 26 tháng 4 năm 1960) là một cựu cầu thủ bóng đá người Anh thi đấu cho Manchester City, Norwich City, MVV và FC Volendam, ở vị trí Tiền vệ chạy cánh.